# Adrián Emmanuel Martínez
Adrián Emmanuel Martínez (Campana, 7 de julio de 1992), apodado Maravilla, es un futbolista argentino que se desempeña como delantero en Racing Club de la Primera División de Argentina.
Luego de una difícil vida como recolector de basura y pasar injustamente seis meses en la cárcel, debutó como futbolista con Defensores Unidos en 2015. Después tuvo un paso breve por Atlanta. Fue fichado por Sol de América, Libertad y Cerro Porteño del fútbol paraguayo, y Coritiba del fútbol brasileño antes de volver a Argentina con Instituto. 
Su etapa más destacada la tuvo con Racing Club, al cual arribó en 2024. Fue goleador de dicho equipo en la Copa de la Liga Profesional 2024 y la Copa Sudamericana 2024. En esta última, además de ser el máximo anotador del certamen, contribuyó con un gol en la final contra Cruzeiro y, posteriormente, otro gol contra Botafogo en el partido de ida de la Recopa Sudamericana, siendo ambos determinantes para consagrar campeón internacional dos veces al club oriundo de Avellaneda.

## Biografía
Nació el 7 de julio de 1992 en la ciudad de Campana, ubicada en el partido homónimo de la Provincia de Buenos Aires, Argentina. Durante su adolescencia desarrolló interés por el fútbol, participando en clubes locales como Las Acacias y Villa Dálmine, aunque no llegó a integrar divisiones inferiores en equipos profesionales ni logró consolidarse en el ámbito juvenil competitivo.
Antes de iniciar su carrera futbolística, trabajó en una distribuidora y como recolector de residuos. Un accidente en motocicleta le provocó una grave lesión en la mano, con corte de vasos sanguíneos, lo que derivó en su despido por motivos médicos relacionados con discapacidad. Posteriormente, se desempeñó como ayudante de albañil junto a su tío.
En 2014, tras un episodio en el que su hermano menor fue baleado, Martínez fue detenido bajo la acusación de haber incendiado y robado la casa del presunto agresor. Pasó entre seis y siete meses en prisión preventiva hasta que se probó su inocencia, lo que motivó su liberación. A partir de ese momento, experimentó una conversión religiosa al cristianismo, afirmando que su fe en Dios se volvió un elemento central en su vida personal y profesional. Poco después, se presentó a una prueba en el club Defensores Unidos, dando inicio a su carrera como futbolista a los 23 años.
Recibió el apodo de «Maravilla» por compartir apellido con el reconocido boxeador argentino Sergio Martínez. Este se lo puso el entrevistador Bruno Aleotti en 2017, cuando él estaba en Defensores, ya que la noche anterior a un partido que debía jugar, el boxeador había tenido una pelea. Aunque inicialmente expresó incomodidad con el sobrenombre durante su llegada a Racing Club al considerar que generaba expectativas muy grandes, el propio pugilista elogió el apodo, considerándolo «bien puesto».

Siempre dije que no me gusta que me digan «Maravilla»; porque si no la metés, te queda el apodo muy grande. Pero lo que hizo Dios conmigo fue una maravilla, porque no sé cuanta gente tuvo la posibilidad de salir de la cárcel a los 23 años, jugar al fútbol y vivir de esto.
Adrián Martínez  vía declaraciones pospartido contra San Lorenzo, 9 de febrero de 2024.

## Trayectoria

### Inicios
Jugó durante su etapa como juvenil en Villa Dálmine a los 17 años,y en su club local, el amateur Las Acacias.

### Defensores Unidos
En el año 2015, se probó en Defensores Unidos, club que lo fichó aunque sin goce de sueldo. En este club jugó por tres temporadas en la Primera C.

### Atlanta
En el 2017, luego de anotar 21 goles por Defensores, Martínez fichó para el Club Atlético Atlanta de la Primera B Metropolitana. Anotó 15 goles en su primera temporada en el club, incluyendo un gol a Belgrano y otro a River Plate en la Copa Argentina.

### Sol de América
El 18 de junio de 2018 se unió al Club Sol de América de la Primera División de Paraguay. Fue el goleador del equipo ese campeonato con 12 goles.

### Libertad
Fichó por el Club Libertad de Paraguay el 18 de diciembre de 2018. El 13 de febrero del año siguiente, en la Copa Libertadores, anotó un triplete en la victoria por 5-1 sobre The Strongest de Bolivia.
El 4 de diciembre ganaría su primer título, la Copa Paraguay siendo protagonista en esta, marcando 7 goles en total y anotando 2 en la final que le ganarían 3-0 a Guaraní.

### Cerro Porteño
El 5 de julio de 2021 fue enviado a préstamo al Club Cerro Porteño.

### Coritiba
El 12 de abril de 2022, Coritiba fichó a Adrián Emmanuel Martínez, cedido hasta noviembre de 2022,
Adrián Martínez dejó Coxa, donde jugó 24 veces, entre el Brasileirão Série A y la Copa de Brasil, marcando cuatro goles y una asistencia.

### Instituto
A principios del 2023 dejó definitivamente Libertad y firmó con Instituto en calidad de jugador libre por un año en su primera experiencia en un lustro en el fútbol argentino. Ante el desafío, Maravilla la rompió y fue la principal figura de la Gloria en su retorno a la máxima categoría después de su descenso en el Clausura 2006. El oriundo de Campana marcó 18 goles en 41 encuentros con el equipo de Alta Córdoba con el agregado de que le convirtió a Boca, Independiente y a Racing como también a Belgrano para ganar el clásico cordobés ante un repleto estadio Mario Alberto Kempes que contó con ambas parcialidades.

### Racing Club
Luego de quedar libre de Instituto, donde hizo 18 goles en 41 partidos, Racing Club aprovechó a comprar el 100% del pase en 2 millones de dólares, firmando un contrato por 3 años. Previo a su arribo, Martínez estuvo cerca de firmar con Independiente, el eterno rival académico. Sin embargo, allegados al jugador le habrían comentado que «no había comparación» entre ambas instituciones en cuanto a presente deportivo e institucional, inclinando así su decisión a favor de la Academia.
Tras confirmarse su fichaje por Racing, desde algunos sectores de la prensa identificados con Independiente se buscó minimizar la operación, afirmando que el Rojo había optado por Gabriel Ávalos en lugar de Martínez. No obstante, el tiempo terminó por inclinar la balanza: Maravilla se consolidó como una de las figuras destacadas del fútbol argentino, siendo clave en el rendimiento de Racing en competiciones locales e internacionales.

#### Temporada 2024

Martínez en un partido contra Huachipato por la Copa Sudamericana 2024.

Debutó desde el banco de suplentes el 28 de enero, en la derrota 1-0 ante Unión en el Cilindro de Avellaneda.
El 9 de febrero de 2024, en un clásico histórico, Martínez se lució al convertir sus primeros tres goles y una asistencia con la camiseta de Racing Club en la victoria ante San Lorenzo, consolidándose como una promesa fulgurante en el ataque del equipo académico. Su racha goleadora continuó en la fecha siguiente, donde colaboró en la contundente goleada 4-0 contra Newell's Old Boys.
La fecha más memorable llegó el 24 de febrero: en un encendido clásico de Avellaneda jugado de visitante, anotó el gol decisivo que le dio la victoria a Racing Club frente a Independiente. Apenas unas semanas después, el 10 de marzo, mostró su temple en la Bombonera al marcar otro gol en un partido vibrante ante Boca Juniors, que finalizó con un apretado 4-2 a favor del conjunto xeneize.
En la Copa de la Liga Profesional 2024, Martínez culminó como uno de los máximos artilleros del torneo, sumando un total de 12 goles. A sus anotaciones decisivas contra San Lorenzo, Newell’s, Independiente y Boca, sumó un hat-trick frente a Central Córdoba, otra anotación frente a Lanús, y selló la campaña en la última fecha contra Belgrano con un gol que sentenció su lugar en el podio goleador (12 goles), sólo quedando atrás del delantero Miguel Borja del River Plate (13).
En la Copa Argentina 2024 anotó ante San Martín de Burzaco, contribuyendo a la sólida victoria 3-0 del Racing Club en los treintaidosavos de final. En aquel certamen, su equipo llegaría hasta dieciseisavos de final, donde caerían ante Talleres Remedios.
El 4 de abril de 2024, Martínez debutó en la Copa Sudamericana marcando en la victoria de Racing Club por 2-0 sobre Sportivo Luqueño de Paraguay en el estadio Defensores del Chaco, iniciando así su participación en la fase de grupos. Más adelante, aportó dos goles en el triunfo 3-0 frente a Bragantino de Brasil en el Cilindro y volvió a anotar en ambos encuentros contra Coquimbo Unido de Chile. Finalmente, en la última jornada, le convirtió nuevamente a Sportivo Luqueño en el estadio Néstor Díaz Pérez de Lanús.  
Ya en la fase eliminatoria, Martínez continuó siendo determinante para Racing. En los octavos de final, anotó un gol en cada uno de los partidos contra Huachipato de Chile, primero en el estadio Sausalito de Viña del Mar y luego en el encuentro de vuelta disputado en Avellaneda. En la instancia de cuartos de final, contribuyó con un tanto en la goleada 4-1 ante Athletico Paranaense de Brasil, en el partido de vuelta jugado en el Cilindro.
El 23 de noviembre de 2024, en la final de la Copa Sudamericana, convirtió un gol ante Cruzeiro de Brasil y sentenció el resultado parcial por 2-0. Se consagró campeón del certamen luego de que Racing Club venciera al mencionado equipo por 3-1 en la Nueva Olla de Asunción, Paraguay. Se convirtió, además, en el máximo goleador de la competición con 10 goles marcados y parte del equipo ideal de la Copa Sudamericana.
En la Liga Profesional 2024, Martínez fue determinante en varios encuentros. Debutó en la segunda fecha, aunque sin participación en el marcador, en la victoria por 3-0 ante Argentinos Juniors. Su primer gol en la competencia llegó en la tercera jornada en la victoria 4-0 ante Tigre en Victoria. Posteriormente, anotó en la sexta fecha en el triunfo 3-0 ante Godoy Cruz y volvió al gol en la fecha 18, contribuyendo en la victoria 4-3 sobre Defensa y Justicia en Avellaneda. También se hizo presente en el marcador en las fechas 21 y 22 ante Barracas Central e Independiente Rivadavia, respectivamente. Su última anotación en el torneo se produjo en la jornada 25 frente a Rosario Central. Racing Club finalizó en la tercera posición de la tabla.

#### Temporada 2025
Ya en la temporada 2025, Martínez debutó el 24 de enero en la primera fecha del Torneo Apertura contra Barracas Central, en el estadio del Viaducto de Sarandí. En ese encuentro, marcó un gol de gran factura que generó elogios de la prensa, destacando su calidad técnica. Racing Club terminó imponiéndose con un contundente 3-1. En la segunda fecha, volvió a brillar en el Cilindro de Avellaneda ante Belgrano de Córdoba. Abrió el marcador con un potente derechazo en el área y luego amplió la ventaja con un zurdazo preciso tras una asistencia de Luciano Vietto. La Academia terminó ganando 4-0. El 8 de febrero, en la cuarta fecha, fue protagonista en el clásico ante Boca Juniors. Aprovechó un rebote del arquero Agustín Marchesín tras un remate de Maximiliano Salas y definió de cabeza para poner el 2-0 definitivo, desatando la euforia en el estadio.
En la Recopa Sudamericana 2025, Martínez tuvo una actuación destacada en el partido de ida, disputado en el Cilindro de Avellaneda frente a Botafogo de Brasil. En la primera mitad, fue clave al generar un penal que Luciano Vietto transformó en gol, permitiendo que Racing se fuera al descanso con ventaja de 1-0. En el complemento, volvió a ser determinante al asociarse con Maximiliano Salas en una jugada colectiva que desarmó la defensa del vigente campeón de la Copa Libertadores. Con una definición precisa, venció al arquero John, de casi dos metros de altura, para sellar el 2-0 final. Con este resultado, el estadio vibró en la expectativa de una nueva consagración internacional, que se concretó finalmente en la obtención del mencionado trofeo tras la victoria de Racing por 2-0 en el partido de vuelta.
En los partidos siguientes, alternó entre titularidades y suplencias, debido a la rotación implementada por el cuerpo técnico ante la participación simultánea de Racing en la Copa Libertadores 2025. En un encuentro correspondiente al Torneo Apertura frente a Unión de Santa Fe, que según diversos medios especializados fue ampliamente dominado por el equipo santafesino, volvió a destacarse anotando el único gol del partido y le dio a Racing una victoria por 1-0 que fue calificada como «inmerecida» por algunos sectores de la prensa.
En la duodécima fecha del mismo certamen, fue titular en la goleada 4-1 ante Banfield, donde cumplió una actuación sobresaliente al marcar tres goles, todos con su pierna zurda, lo que le valió elogios tanto de los medios como del público presente en Avellaneda. Días más tarde, en un encuentro disputado en Mar del Plata frente a Aldosivi, abrió el marcador mediante la ejecución de un tiro penal en la victoria por 2-0.

Maravilla es Jesucristo… es una locura ese tipo. Nos ha dicho cosas que no se pueden creer. En el vestuario te dice «voy a hacer un gol a los 35» y va y lo hace. No sé qué visiones tiene, es muy creyente. Antes del partido con Aldosivi dijo: «antes de los 15 o 16 voy a hacer un gol de penal». Hizo el gol de penal y nos dijo desde el banco: «miren el reloj». Cosas así pasaron tres o cuatro veces más…
Gastón Martirena, lateral derecho de Racing Club vía Polideportivo el 8 de junio de 2025

De regreso en la Copa Libertadores, contribuyó en la goleada 4-0 frente a Atlético Bucaramanga al recuperar el balón en una salida rival y liderar un contragolpe. Ante Colo-Colo, en Avellaneda, marcó dos goles en otra victoria 4-0: el primero con un cabezazo tras un remate desviado de Santiago Solari, y el segundo capitalizando un error del arquero chileno Brayan Cortés en un cierre defectuoso. Cerró su participación en la fase inicial con un gol de tijera con la pierna zurda en el último minuto, sellando el 1-0 ante Fortaleza. Con este triunfo, Racing finalizó en el primer puesto del Grupo E y Martínez igualó a Norberto Raffo en la tabla de goleadores internacionales del club.
En el segundo semestre anotó un doblete en la victoria 3–1 frente a San Martín (SJ) por la Copa Argentina, aunque fue expulsado en ese mismo encuentro. Tras el partido, fue consultado por la polémica salida de su compañero Maxi Salas a River Plate, a lo que respondió con ironía: «Hoy no se lo extrañó mucho». En esa misma jornada, el arquero de Racing, Gabriel Arias, declaró que, como era habitual, Martínez había anticipado que marcaría dos goles.
El 15 de julio, renovó su contrato hasta diciembre de 2028, con una cláusula de recisión de 122 millones de euros, convirtiéndose en la más cara de la historia del fútbol argentino. El jugador declaró su deseo de retirarse en Racing.

## Estadísticas

### Clubes
Actualizado el 19 de agosto de 2025.
| Club                        | Div.          | Temporada     | Liga  | Liga  | Liga   | Copas nacionales | Copas nacionales | Copas nacionales | Torneos internacionales | Torneos internacionales | Torneos internacionales | Total | Total | Total  | Media goleadora |
| Club                        | Div.          | Temporada     | Part. | Goles | Asist. | Part.            | Goles            | Asist.           | Part.                   | Goles                   | Asist.                  | Part. | Goles | Asist. | Media goleadora |
| --------------------------- | ------------- | ------------- | ----- | ----- | ------ | ---------------- | ---------------- | ---------------- | ----------------------- | ----------------------- | ----------------------- | ----- | ----- | ------ | --------------- |
| Defensores Unidos Argentina | 4.ª           | 2015          | 29    | 6     | 0      | —                | —                | —                | —                       | —                       | —                       | 29    | 6     | 0      | 0.21            |
| Defensores Unidos Argentina | 4.ª           | 2016          | 13    | 9     | 0      | —                | —                | —                | —                       | —                       | —                       | 13    | 9     | 0      | 0.69            |
| Defensores Unidos Argentina | 4.ª           | 2016-17       | 41    | 21    | 3      | 1                | 0                | 0                | —                       | —                       | —                       | 42    | 21    | 3      | 0.5             |
| Defensores Unidos Argentina | Total club    | Total club    | 83    | 36    | 3      | 1                | 0                | 0                | 0                       | 0                       | 0                       | 84    | 36    | 3      | 0.43            |
| Atlanta Argentina           | 3.ª           | 2017-18       | 31    | 12    | 1      | 3                | 3                | 0                | —                       | —                       | —                       | 34    | 15    | 1      | 0.44            |
| Atlanta Argentina           | Total club    | Total club    | 31    | 12    | 1      | 3                | 3                | 0                | 0                       | 0                       | 0                       | 34    | 15    | 1      | 0.44            |
| Sol de América Paraguay     | 1.ª           | C-2018        | 17    | 12    | 0      | —                | —                | —                | 2                       | 0                       | 0                       | 19    | 12    | 0      | 0.63            |
| Sol de América Paraguay     | Total club    | Total club    | 17    | 12    | 0      | 0                | 0                | 0                | 2                       | 0                       | 0                       | 19    | 12    | 0      | 0.63            |
| Libertad Paraguay           | 1.ª           | 2019          | 32    | 7     | 4      | 6                | 7                | 0                | 11                      | 6                       | 2                       | 49    | 20    | 6      | 0.41            |
| Libertad Paraguay           | 1.ª           | 2020          | 23    | 6     | 3      | —                | —                | —                | 9                       | 2                       | 0                       | 32    | 8     | 3      | 0.25            |
| Libertad Paraguay           | 1.ª           | A-2021        | 4     | 0     | 0      | —                | —                | —                | 7                       | 1                       | 0                       | 11    | 1     | 0      | 0.09            |
| Libertad Paraguay           | Total club    | Total club    | 59    | 13    | 7      | 6                | 7                | 0                | 27                      | 9                       | 2                       | 95    | 29    | 9      | 0.31            |
| Cerro Porteño Paraguay      | 1.ª           | C-2021        | 7     | 0     | 0      | 1                | 0                | 0                | 2                       | 0                       | 0                       | 10    | 0     | 0      | 0               |
| Cerro Porteño Paraguay      | Total club    | Total club    | 7     | 0     | 0      | 1                | 0                | 0                | 2                       | 0                       | 0                       | 10    | 0     | 0      | 0               |
| Coritiba · Brasil           | 1.ª           | 2022          | 22    | 4     | 1      | 2                | 0                | 0                | —                       | —                       | —                       | 24    | 4     | 1      | 0.17            |
| Coritiba · Brasil           | Total club    | Total club    | 22    | 4     | 1      | 2                | 0                | 0                | 0                       | 0                       | 0                       | 24    | 4     | 1      | 0.17            |
| Instituto Argentina         | 1.ª           | 2023          | 40    | 16    | 4      | 2                | 2                | 0                | —                       | —                       | —                       | 42    | 18    | 4      | 0.43            |
| Instituto Argentina         | Total club    | Total club    | 40    | 16    | 4      | 2                | 2                | 0                | 0                       | 0                       | 0                       | 42    | 18    | 4      | 0.43            |
| Racing Club Argentina       | 1.ª           | 2024          | 20    | 7     | 3      | 16               | 13               | 1                | 13                      | 10                      | 5                       | 49    | 30    | 9      | 0.61            |
| Racing Club Argentina       | 1.ª           | 2025          | 17    | 9     | 1      | 2                | 2                | 0                | 10                      | 7                       | 2                       | 29    | 18    | 3      | 0.73            |
| Racing Club Argentina       | Total Club    | Total Club    | 37    | 16    | 4      | 18               | 15               | 1                | 23                      | 17                      | 7                       | 78    | 48    | 12     | 0.65            |
| Total carrera               | Total carrera | Total carrera | 297   | 109   | 19     | 33               | 27               | 1                | 54                      | 26                      | 9                       | 384   | 162   | 29     | 0.44            |
| 1. 2. 3.                    |               |               |       |       |        |                  |                  |                  |                         |                         |                         |       |       |        |                 |

### Hat-tricks
| 1 | 29 de marzo de 2016      | Excursionistas Bs.As.                  | Excursionistas - Defensores Unidos  |       | 4 - 3                  | Primera C 2016 |
| 2 | 25 de septiembre de 2016 | Mario Losinno, Zárate                  | Defensores Unidos - Cambaceres      | 3 - 0 | Primera C 2016-17      |                |
| 3 | 13 de febrero de 2019    | La Huerta, Asunción                    | Libertad - The Strongest            | 5 - 1 | Copa Libertadores 2019 |                |
| 4 | 9 de febrero de 2024     | El Cilindro, Avellaneda                | Racing Club - San Lorenzo           | 4 - 1 | Copa de la Liga 2024   |                |
| 5 | 30 de marzo de 2024      | Madre de Ciudades, Santiago del Estero | Central Córdoba (SdE) - Racing Club | 1 - 3 | Copa de la Liga 2024   |                |
| 6 | 6 de abril de 2025       | El Cilindro, Avellaneda                | Racing Club - Banfield              | 4 - 1 | Torneo Apertura 2025   |                |

## Palmarés

### Campeonatos nacionales
| Título            | Equipo        | País     | Año    |
| ----------------- | ------------- | -------- | ------ |
| Copa Paraguay     | Libertad      | Paraguay | 2019   |
| División de Honor | Libertad      | Paraguay | A-2021 |
| División de Honor | Cerro Porteño | Paraguay | C-2021 |

### Títulos internacionales
| Título              | Equipo      | Sede           | Año  |
| ------------------- | ----------- | -------------- | ---- |
| Copa Sudamericana   | Racing Club | Asunción       | 2024 |
| Recopa Sudamericana | Racing Club | Río de Janeiro | 2025 |

### Distinciones individuales
| Distinción                                                                     | Año  |
| ------------------------------------------------------------------------------ | ---- |
| Goleador de la Copa Paraguay (7 goles)                                         | 2019 |
| Máximo asistidor de la Copa Sudamericana (5 asistencias)                       | 2024 |
| Goleador de la Copa Sudamericana (10 goles)                                    | 2024 |
| Miembro del Equipo Ideal de la Copa Sudamericana                               | 2024 |
| Máximo goleador histórico de Racing Club en torneos internacionales (17 goles) | 2025 |